# Theridion fornicatum
Theridion fornicatum là một loài nhện trong họ Theridiidae.
Loài này thuộc chi Theridion. Theridion fornicatum được Eugène Simon miêu tả năm 1884.